# Destiny: Or, The Soul of a Woman
Destiny: Or, The Soul of a Woman è un film muto del 1915 diretto da Edwin Carewe. È conosciuto sia con il titolo Destiny che come The Soul of a Woman.

## Trama
Standish, un pittore, dopo aver scoperto che la moglie Mary ha avuto ciò che si definisce "un passato", la lascia insieme al bambino. Mary abbandona il figlio sui gradini di un convento per poi intraprendere la "professione", diventando proprietaria di un locale chiamato La casa delle anime perdute. Passa il tempo. Diciassette anni dopo, il ragazzo si sente spinto ad abbracciare il sacerdozio, ma prima vuole conoscere la vita. La curiosità lo porta nella Casa delle anime perdute dove viene tentato in diversi modi. La madre riconosce il crocifisso che il giovane porta al collo come quello che lei aveva lasciato sul bambino abbandonato. Allora prega il ragazzo di andarsene e lei decide di rompere ogni legame con la casa e con tutto ciò che rappresenta. Qualche tempo dopo, la donna, cercando un rifugio per ripararsi da una tempesta, entra nella chiesa del figlio e muore tra le sue braccia senza avergli mai rivelato la sua vera identità.

## Produzione
Il film fu prodotto dalla Rolfe Photoplays. Secondo fonti recenti, il soggetto era un testo teatrale di Anthony Paul Kelly che non è mai stato messo in scena per il palcoscenico.

## Distribuzione
Distribuito dalla Metro Pictures Corporation e presentato da B.A. Rolfe, il film uscì nelle sale cinematografiche statunitensi il 6 settembre 1915.
Il copyright del film, richiesto dalla Metro, fu registrato il 7 dicembre 1915 con il numero LP7163.
Copia incompleta della pellicola (tre rulli sui cinque originali) si trova conservata negli archivi della Library of Congress di Washington.